# Рогачёвский сельсовет (Амурская область)
Рогачёвский сельсовет — административно-территориальная единица и муниципальное образование в Свободненском районе Амурской области России.
Административный центр и единственный населённый пункт — село Рогачёвка.

## Население
| 2002 | 2011 | 2012 |
| ---- | ---- | ---- |
| 342  | ↗343 | ↗352 |

Население 359 человек (2011).

## Местное самоуправление
Глава администрации сельсовета — Колодина Елена Петровна.
Представительный орган муниципального образования — Рогачёвский сельский Совет народных депутатов.